# Paul Bushkovitch
Paul Bushkovitch (* 22. Mai 1948 in St. Louis) ist ein US-amerikanischer Historiker.

## Leben
Er erwarb 1970 den B.A. an der Harvard University und 1975 den Ph.D. an der Columbia University. Am Department für Geschichte lehrt er an der Yale University (Professor seit 1992, Associate Professor (1980–1992), Assistant Professor (1975–1980)).
Seine Interessensgebiete sind Russland bis 1800, russische Außenpolitik und Orthodoxie und Reich.

## Schriften (Auswahl)
- The merchants of Moscow, 1580–1650. Cambridge 1980, ISBN 0-521-22589-2.
- Religion and society in Russia. The sixteenth and seventeenth centuries. New York 1992, ISBN 0-19-506946-3.
- Peter the Great. The struggle for power, 1671–1725. Cambridge 2001, ISBN 0-521-80585-6.
- A concise history of Russia. Cambridge 2012, ISBN 0-521-54323-1.